# Dora Catarineu
Teodora Sofía Catarineu Guillén, més coneguda com Dora Catarineu, (Cartagena, 21 de març de 1946) és una pintora, escultora i ceramista espanyola. El 2021, l'Ajuntament de Cartagena va posar el seu nom a la sala cultural de la Muralla de Carles III.

## Biografia
Catarineu va néixer en una família de tradició artística, mare pintora i pare advocat, molt aficionat a l'art per influència del seu pare. És néta del poeta i dramaturg Ricardo Catarineu, de la Generació del 98, agrupació a les quals Catarineu va dedicar el 1995 una obra homenatge titulada: El 98 en enero 1900. Así les pilló el siglo. Va viure a Sevilla entre el 1964 i el 1969, on va estudiar a l'Escola d'Aparelladors i a l'Escola Nàutica, al mateix temps que va assistir a classes amb el ballador Enrique el Cojo. Amb 23 anys, va contreure matrimoni i va tornar a Cartagena. El 1973, es va traslladar a Reus, on va començar a assistir a classes de pintura a l'escola del pintor Pere Calderó Ripoll i va freqüentar el taller del ceramista Jack Salter.
El 1978, va tornar a la seva ciutat natal, i el 1980 va entrar a formar part del grup Boria, on es feia dir Teo. En aquest grup va estar al costat d'altres cinc artistes de Cartagena: Dori Martínez Bergman, Antonia Huertas Gallego, Concha García, Manoli Escalante de Sagazan i María de les Hortes González Bezos. Va crear un taller d'escultura i ceràmica al costat de l'escultor Manuel Ardil Pagán, on es creava i s'impartien classes, a més de servir de centre per a presentar publicacions o realitzar recitals de poesia. Entre 1982 i 1998, Catarineu va fer classes al taller de ceràmica de La Unión a persones adultes amb discapacitat intel·lectual i a la Universidad Popular de Cartagena. En la dècada de 1990, va deixar de signar amb el nom de Teo i va prendre com a signatura definitiva el nom de Dora Catarineu.

## Trajectòria
Catarineu va obtenir reconeixement nacional i internacional. Va participar en diversos certàmens i fires com documenta a Kassel, Arc a Madrid o el NICAF de Tòquio i la seva obra va ser exposada en ciutats representatives de l'art contemporani d'Europa i Àsia, estant present en col·leccions i museus d'Osaka, Tòquio, Bonn, Dusseldorf, Madrid, Barcelona, València, Sevilla i Múrcia. La seva trajectòria artística es pot separar en tres etapes:

### Entre 1979 i 1988
La seva primera exposició individual es va realitzar en 1979 en L'Econòmica d'Amics del País de Cartagena i en la Galeria Zen de Molina de Segura o en la Galeria d'Art Chys de Múrcia (1980), així com a les sales de la Galeria Abril (1985) o l'Ateneu de Madrid (1987). Les seves obres van estar presents en diverses exposicions de diverses galeries d'Alemanya, a les ciutats de Kassel (1987), Bonn (1988) i Hofgeismar (1988), aconseguint una àmplia repercussió en la crítica alemanya. En aquest període, Catarineu va començar la seva preocupació pel paper de la dona en l'art i va reivindicar a les creadores de la Regió de Múrcia i va sorgir l'estil que la mateixa autora va denominar “expressionisme de runams”, perquè va tenir el seu estudi en el poblat de la refineria de Runams.

### Entre 1988 i 1997
D'aquesta etapa, van ser les sèries de verges i escenes de la Setmana Santa de Cartagena, així com Los matrimonios, Los Cuatro Santos, Camareros. Va abordar temes com Las librerías i la sèrie Los balcones amb exemples tant en pintura com en panells de ceràmica. També va realitzar grans murals ceràmics, a l'Aula José Hierro, a la Biblioteca Municipal de Cartagena, i en la llibreria del Centre Expositiu dels Molins del Riu Segura. Caterineu va traslladar el seu estudi de runams a la Calle Subida a las Monjas, en els voltants del Museu del Teatre Romà de Cartagena, i va començar a signar les seves obres com Dora Catarineu. En 1991, va realitzar exposicions a la sales del Museu Hidràulic dels Molins del Riu Segura, on va presentar els seus jocs de La Oca, Las dames, Rayuela o el Futbolín al costat de les sèries que sorgeixen de Nueve años con Spray i Peter Pan baja a jugar a las Caballerizas. En 1993 va exposar a la Sala d'exposicions Muralla Bizantina de Cartagena les seves Celosías fetes en ceràmica i les escultures Peroles for flowers y fruteros, així com en el Centro de Arte Palacio Almudí de Murcia. En 1995, va tornar a la Muralla Bizantina, amb una exhibició titulada 7 meses sin azul. En 1997 en NICAF de Tòquio, Fira d'Art Contemporani del Japó.

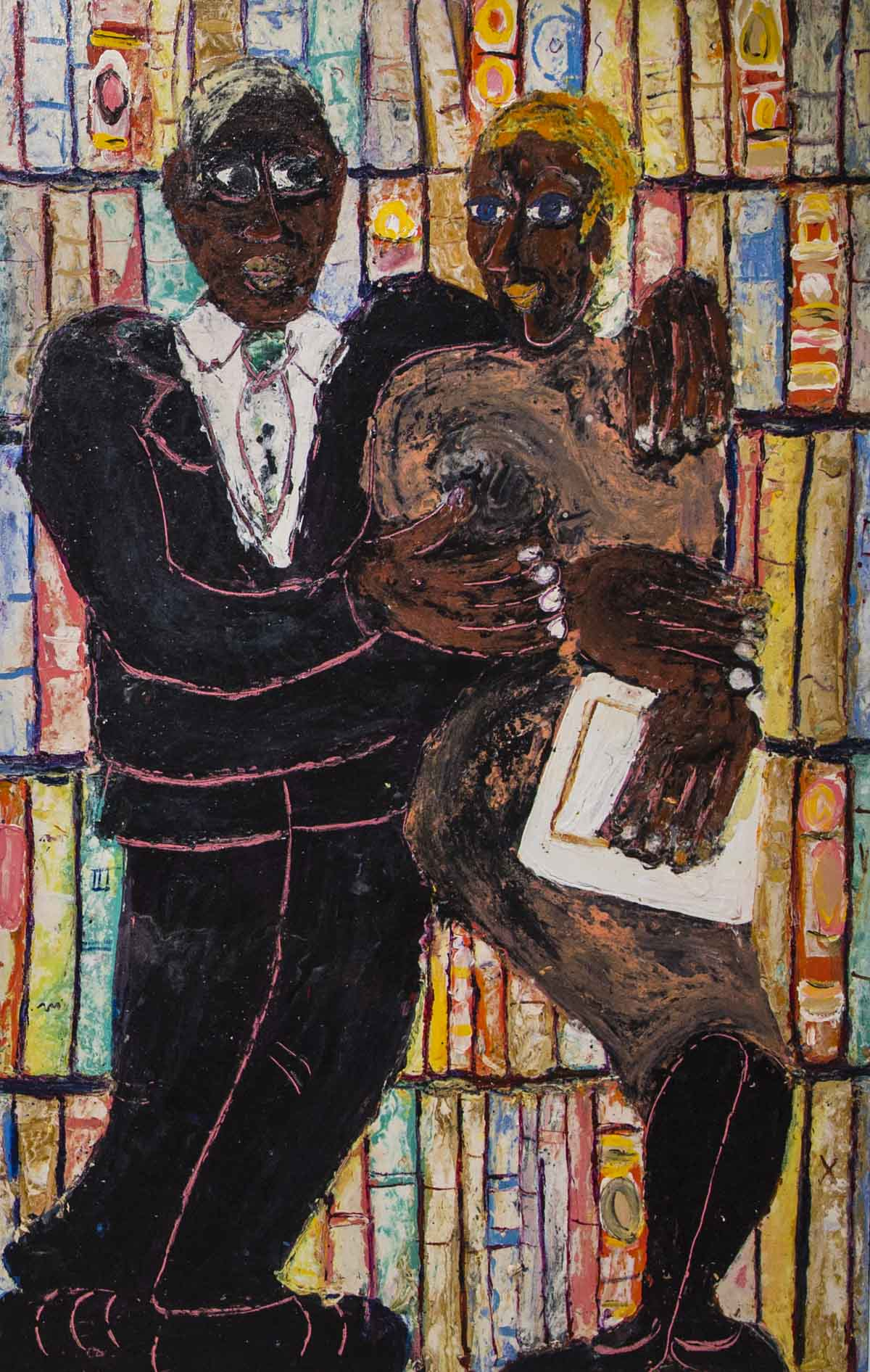
Per fi va arribar la bibliotecària
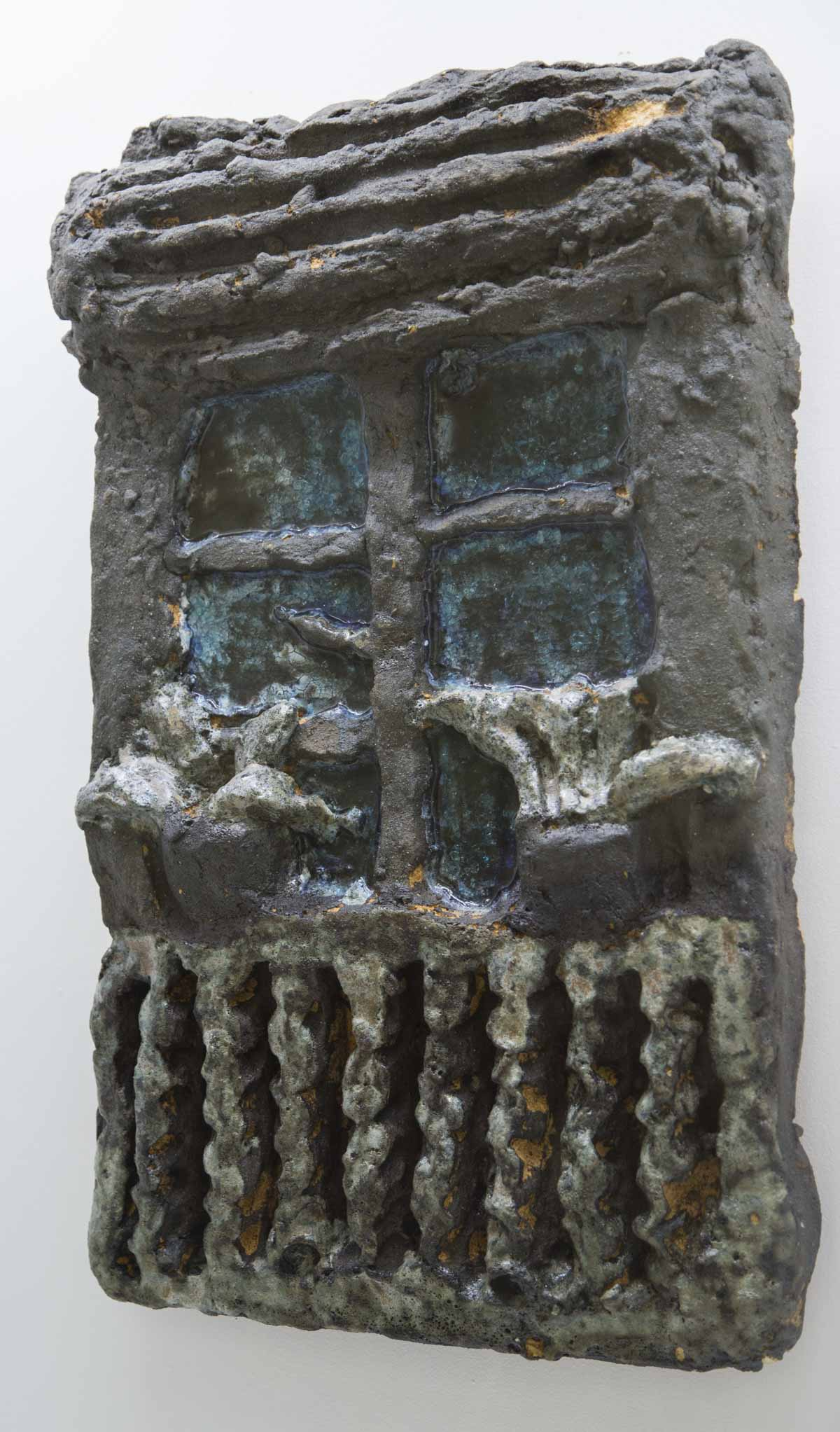
Balcó
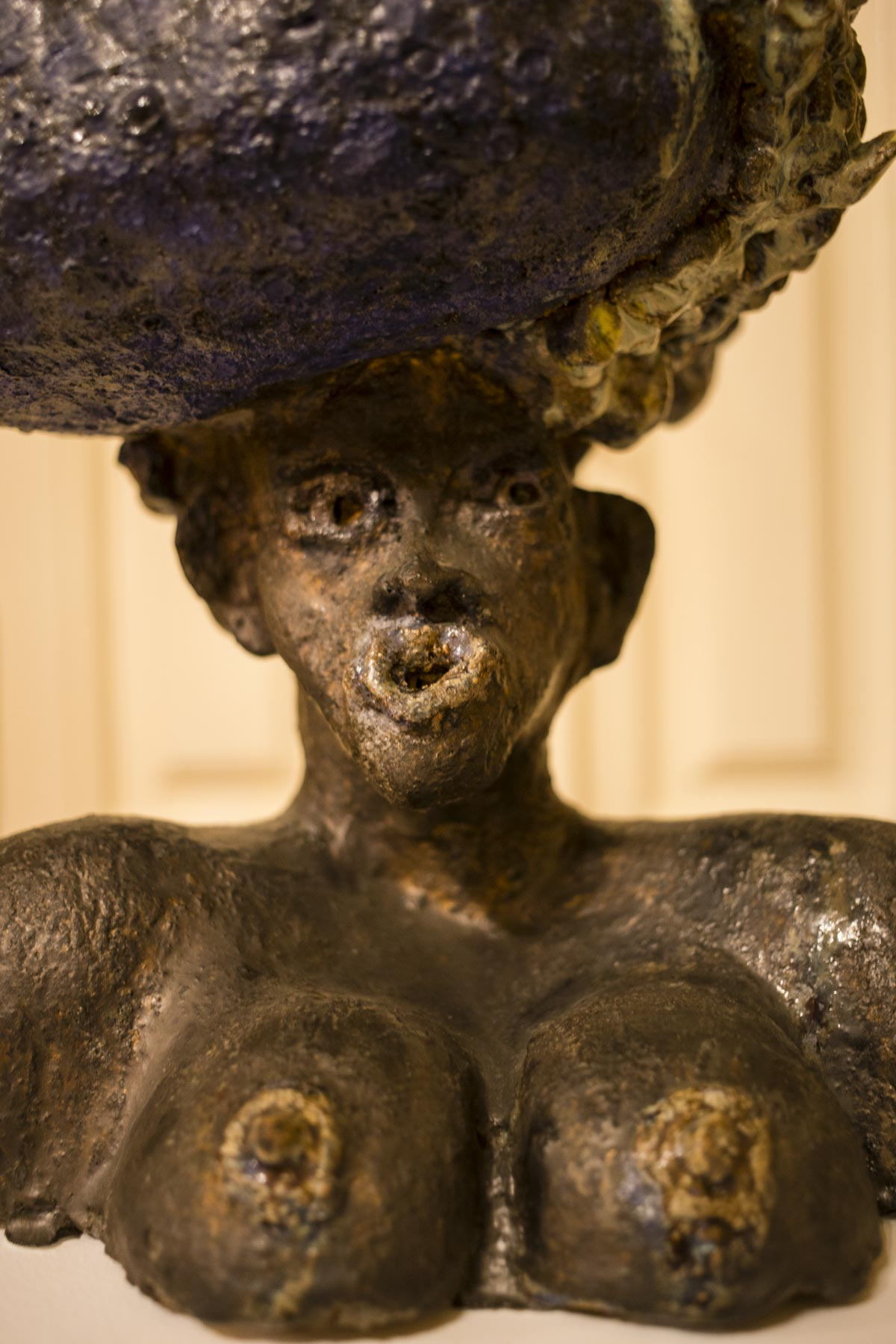
Peroles for flowers II
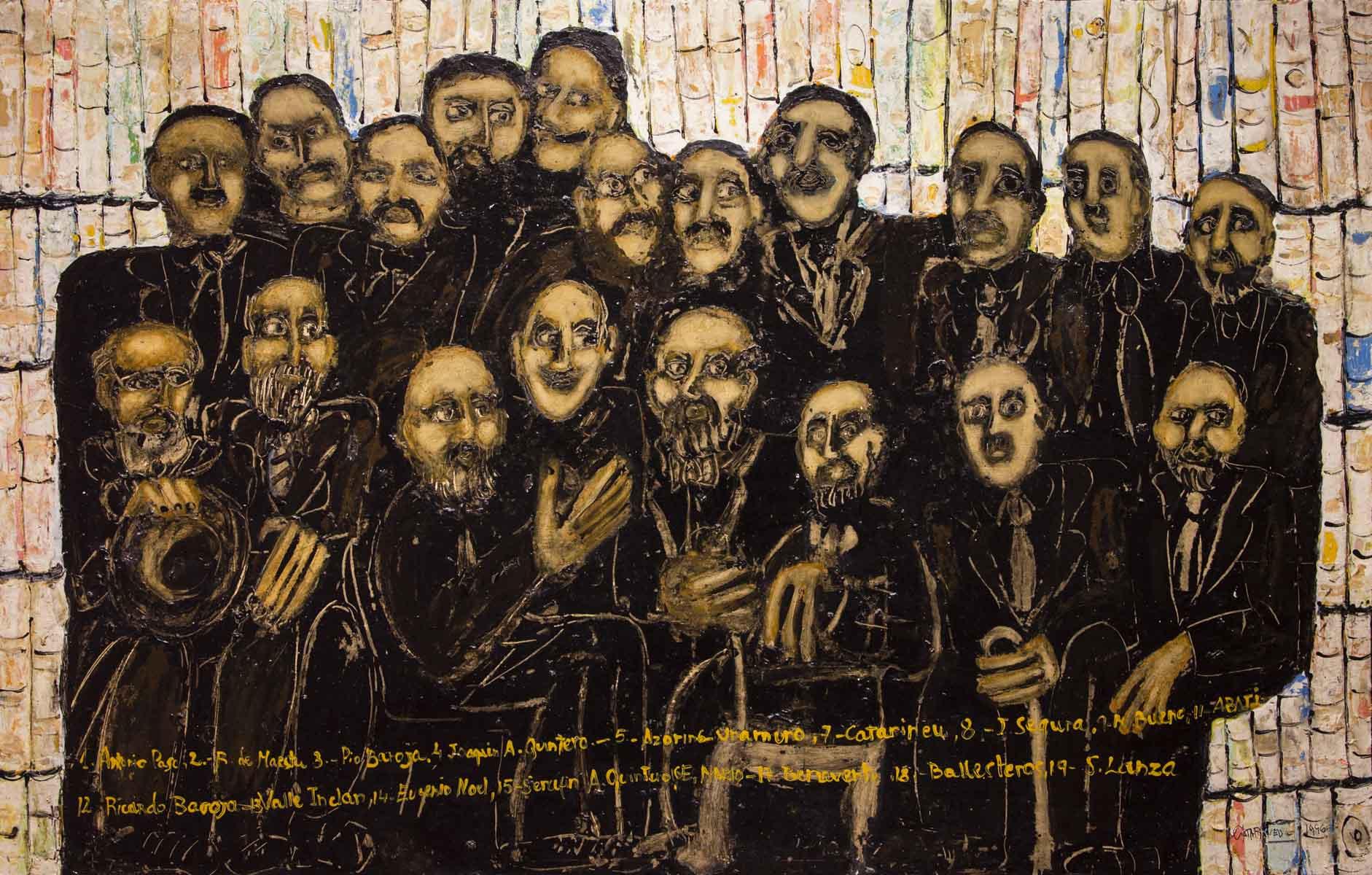
El 98 al gener de 1900. Així els va enxampar el segle
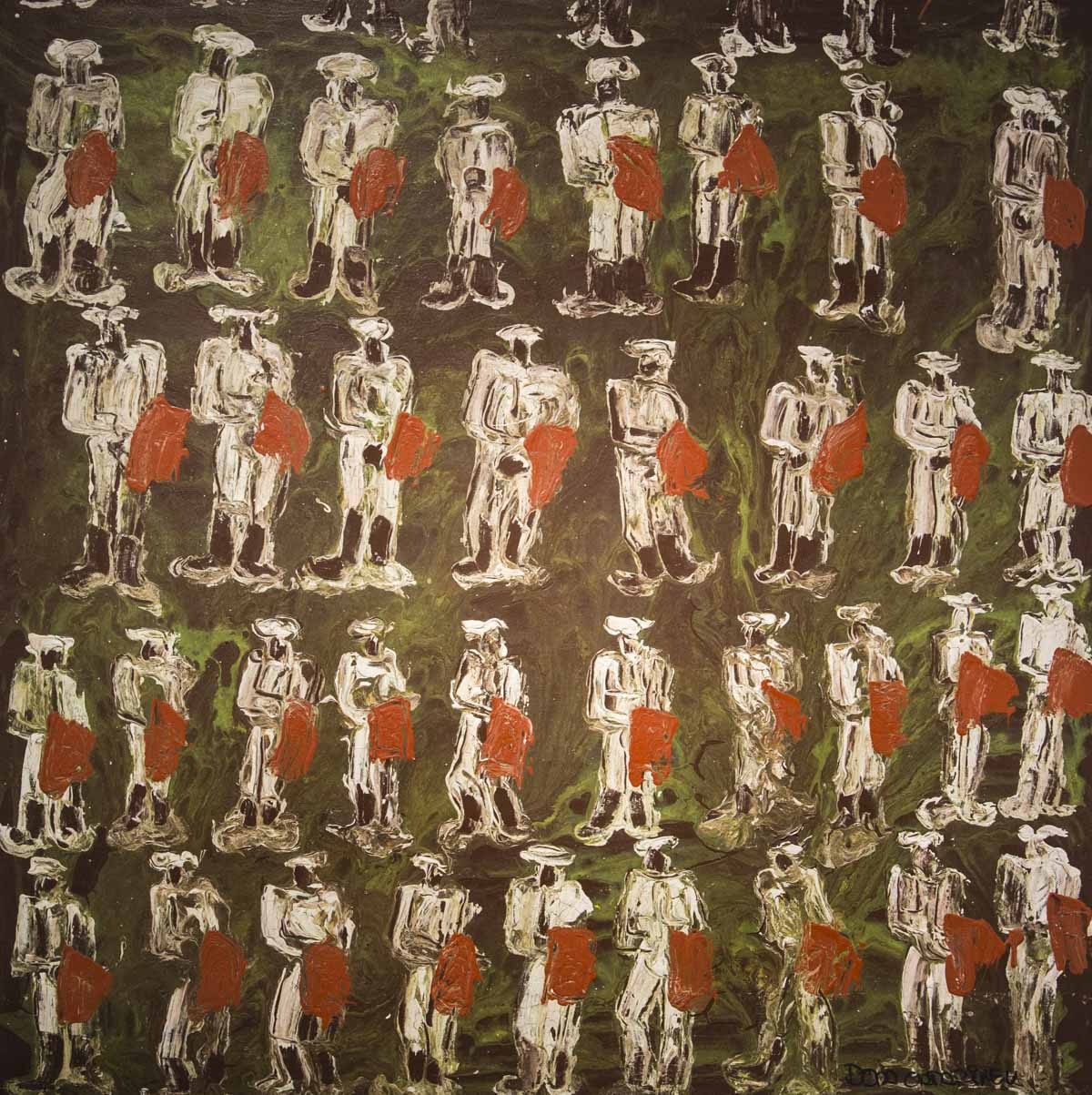
Qui és Curro?

### Des de 1998 fins a la primera dècada del segleseglexxi
Va començar a dividir la superfície dels seus quadres en seccions o vinyetes successives, tal com es representava en llibres i frescos medievals o en els actuals còmics, on va relatar històries i contes que li interessava deixar registrats. Les seves figures, paisatges i objectes es van anar tornant cada vegada més esquemàtics, aparentment senzills i improvisats, i va començar amb la seriació de quadres i la repetició d'elements, que van ocupar tota l'extensió del quadre, sense tot just espai en blanc i afegint text o números.
A aquest període pertanyia l'escultura titulada La minera, la taranta y la cartagenera que l'artista va donar en 2002 al municipi de la Unió, com a homenatge a la Dona cantant de les Mines, i amb motiu de la celebració dels 40 anys del Festival Internacional de Cante de les Mines. En aquest mateix any, Catarineu va exposar pintures i escultures sota el títol Pretérito Imperfecto en la Galeria Nadir de València.
En 2005 va realitzar el cartell del festival internacional La Mar de Músiques, especial Turquia, en la seu paral·lela de la qual, La Mar d'art, va exposar amb el títol Turquesa, portant-la després a la pinacoteca de l'Ateneu de Madrid. Els títols són clau en l'obra de Catarineu, són part essencial de l'obra, breus, enigmàtics i originals, mostra d'això són Mata-ho tu abans, Picha Hut (1998/9), que representa una paellera plena de formes fàl·liques i una crítica al menjar escombraries, o La instal·lació Tócame lo que quieras menos el corazón (2007), que va exposar en el Centre Párraga de Múrcia, en la seva majoria són personatges populars de la cultura i de la societat de la Regió.
En 2008 va presentar, a Eivissa, pintures i escultures seleccionades de la seva mostra Regirar.
L'Assemblea Regional de Múrcia posseeix el quadre Home i dona en el seu fons artístic. Pàgina 8.

En 2018, el Museu Regional d'Art Modern (Muram) va acollir la primera exposició antològica de l'obra de Catarineu.

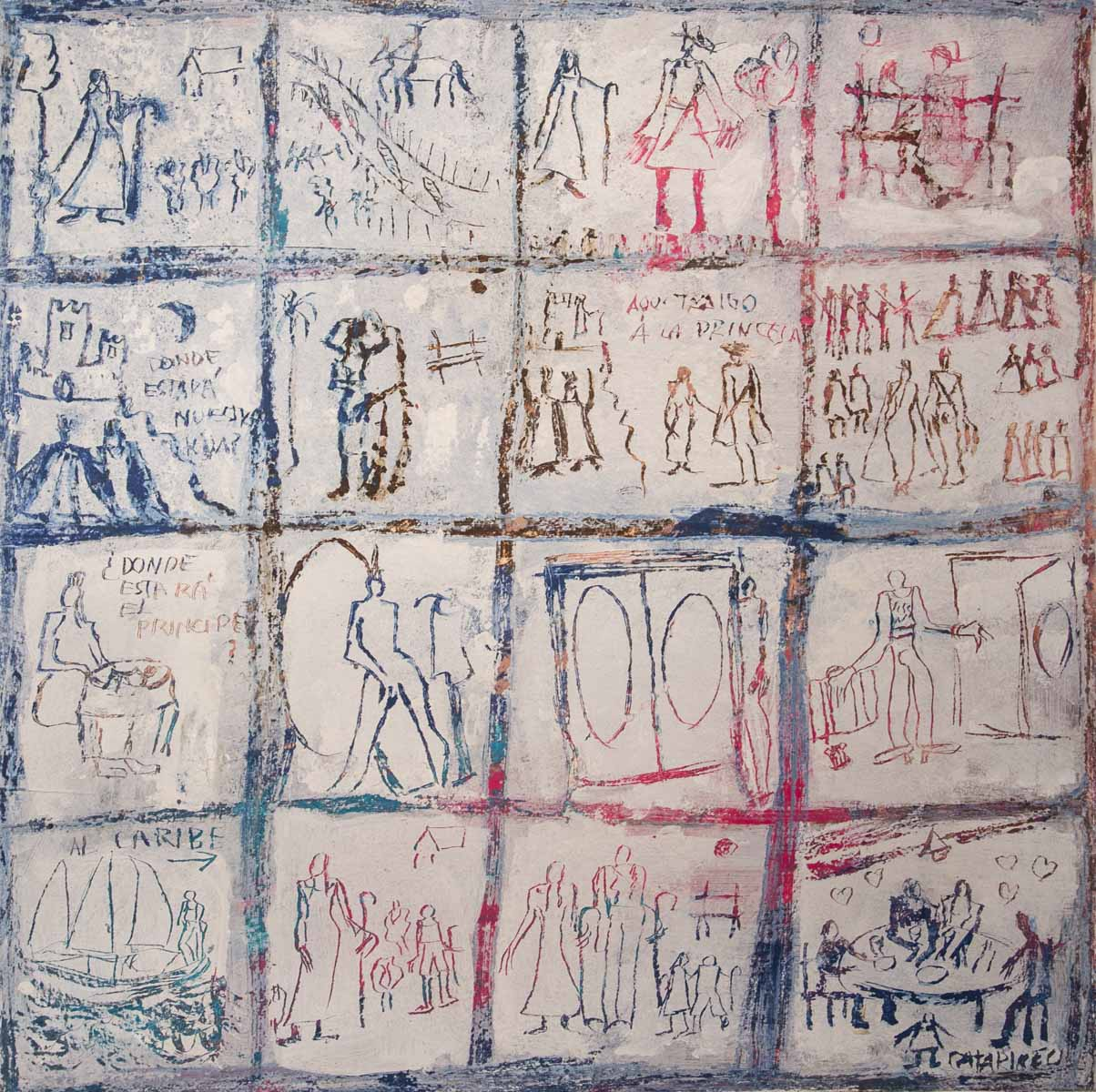
Almanac
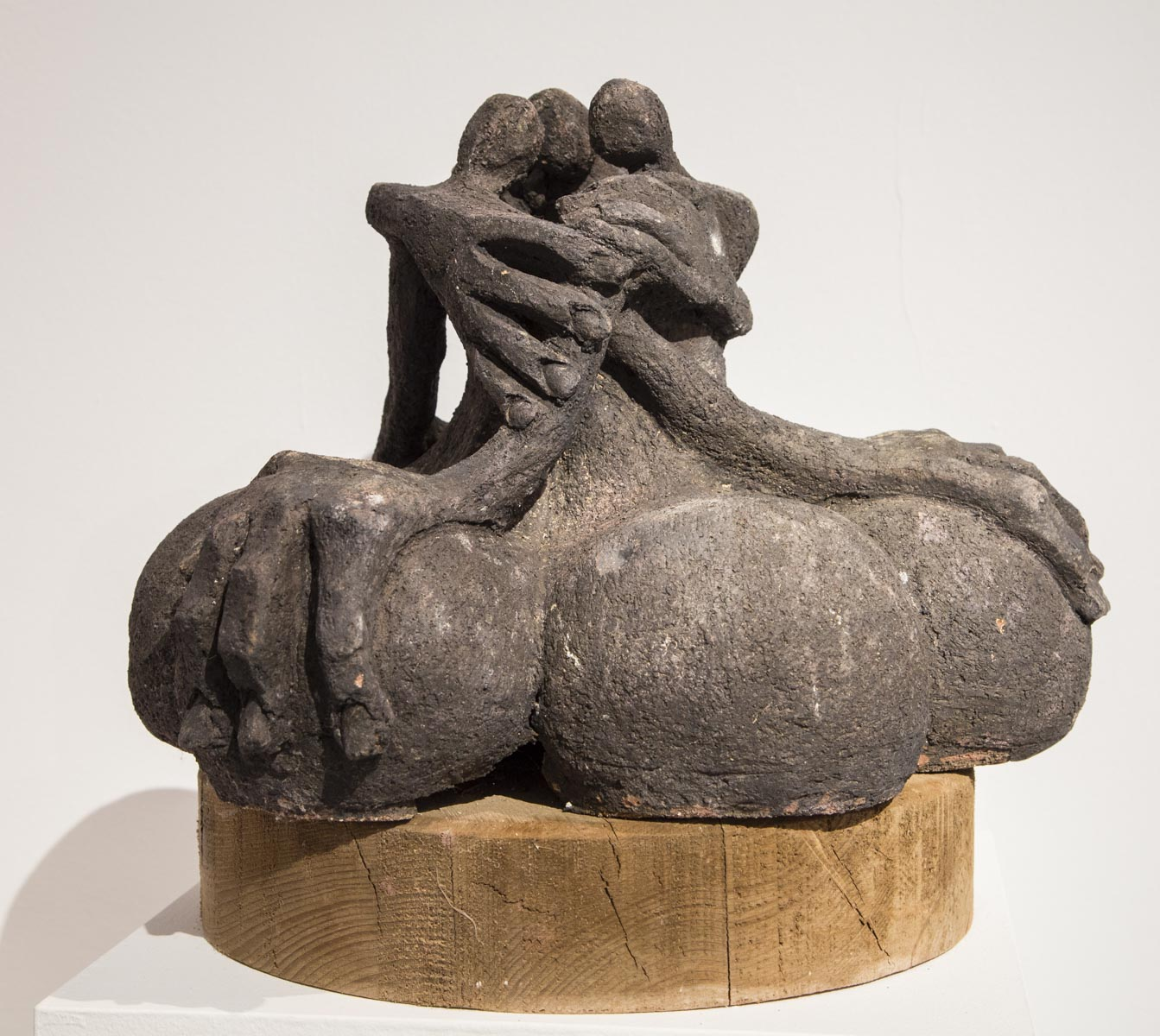
Minera, cartagenera, taranta
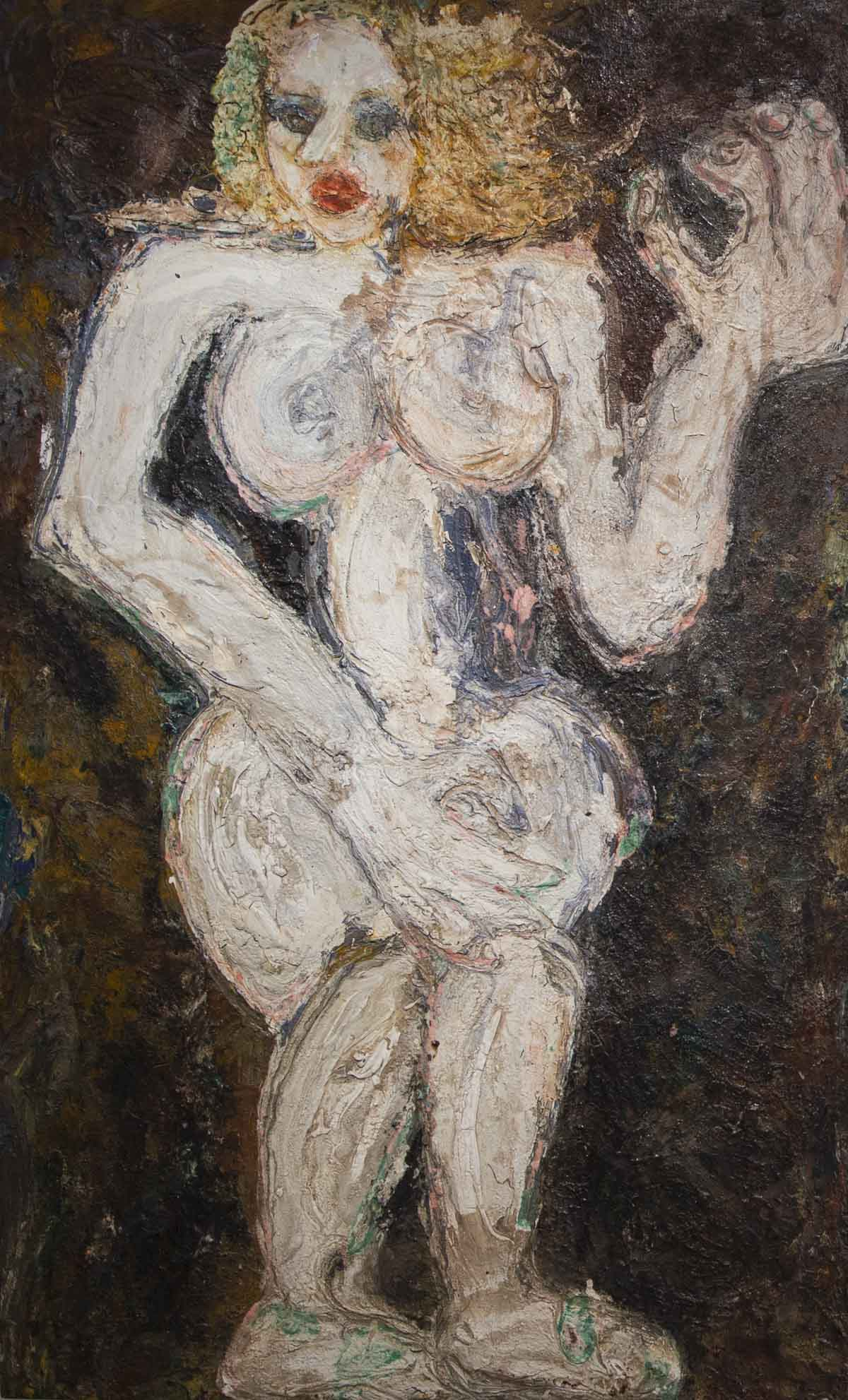
Autoretrat,1990
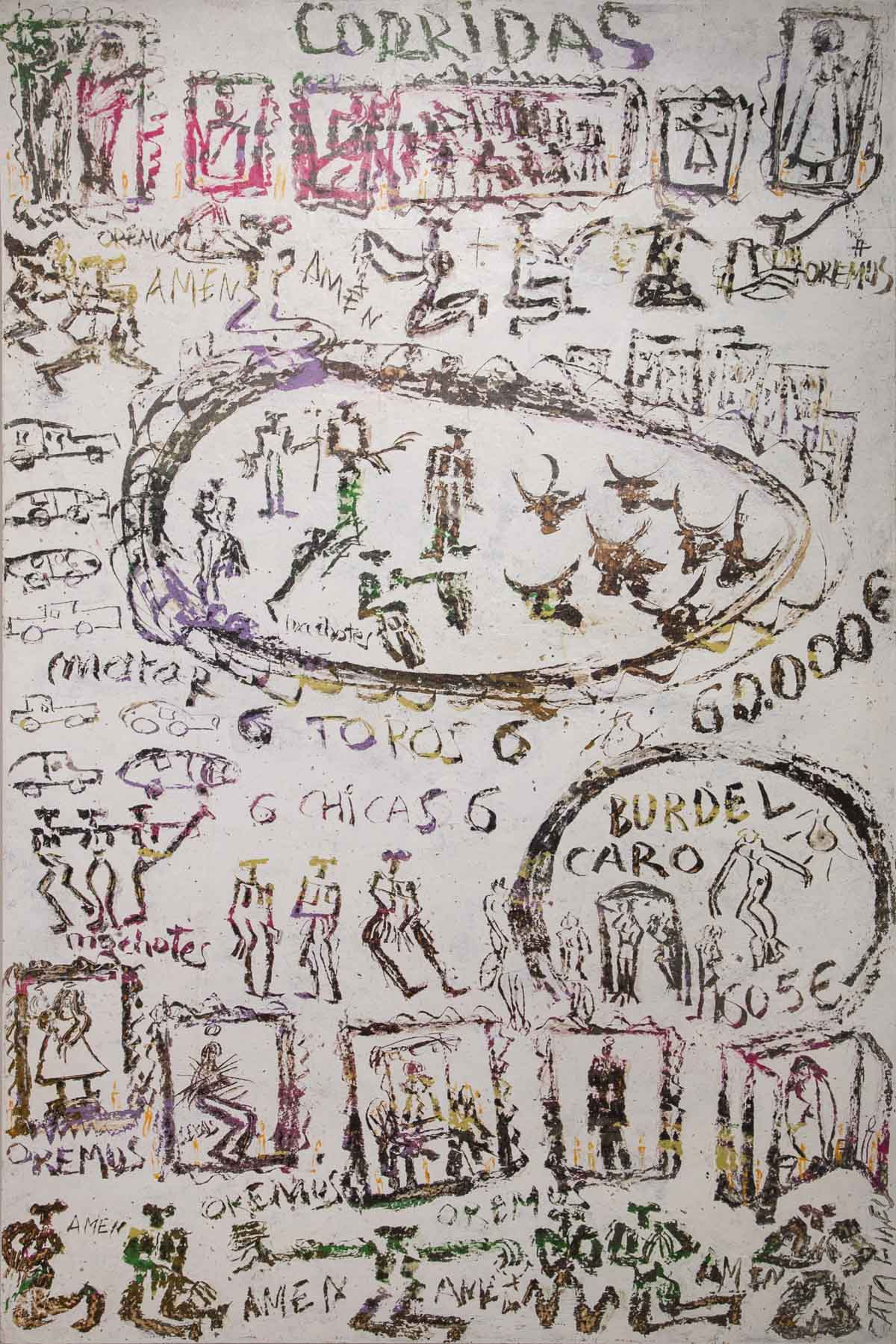
Corregudes

## Obres i murals en museus i col·leccions

### Murals en espais públics
- Una història d'Adán. Emplaçament: Restaurant del Parc Torres. Cartagena
- Homenatge a Leonardo. Emplaçament: Biblioteca Municipal, Centre Cultural Ramón Alonso Luzzy. Cartagena
- José Hierro. Emplaçament: Aula José Hierro, Centre Cultural Ramón Alonso Luzzy. Cartagena
- Mural primer: Quallada de Palliatus, Ludo - mural segon: Garum Moragum Caballae, Necro. Arqueològic de Cartagena.

## Reconeixements
El 2018, Antològica. Dora Catarineu. Comunidad Autónoma de la Región de Murcia. ISBN 978-84-7564-725-8.
El 2019, 'Pincel del Año' del certamen de Fuente Álamo.
El 2021, Nominació com "Dora Catarineu" a la Sala de la Muralla Carles III, al carrer Ronda. Ajuntament de Cartagena.